# ناصر أباد (مشكين شهر)
ناصر أباد هي قرية في مقاطعة مشكين شهر، إيران. عدد سكان هذه القرية هو 103 في سنة 2006.